# 2M1510
2M1510 ist ein System aus drei braunen Zwergen im Sternbild Waage. Es befindet sich in einer Entfernung von knapp 120 Lichtjahren. Im System wurde 2025 ein außergewöhnlicher Exoplanet entdeckt, der die Komponenten A und B des Systems zirkumbinär auf einer polaren Umlaufbahn umkreist.

## System der Braunen Zwerge

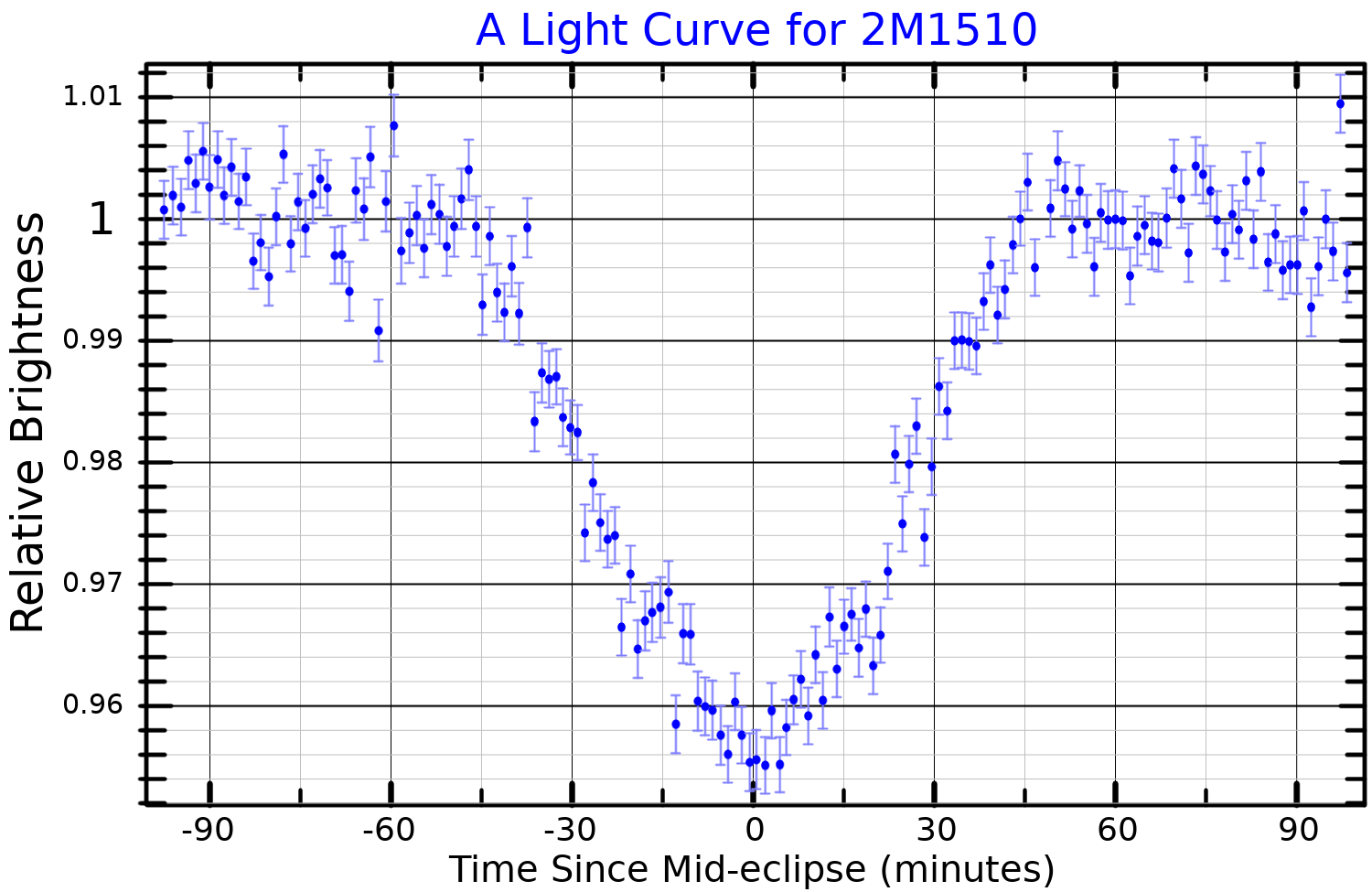
A Lichtkurve während einer gegenseitigen Bedeckung von 2M1510 A und 2M1510 B, nachgezeichnet gemäß Triaud et al. (2020)

Im System von 2M1510 befinden sich 3 Braune Zwerge. Die beiden inneren Komponenten A und B befinden sich lediglich etwa 0,06 AE voneinander entfernt. Sie umkreisen sich in etwa 20,9 Tagen auf einer engen Umlaufbahn, weshalb sie sich lediglich durch gegenseitige Bedeckung verraten. Die äußere Komponente C befindet sich in einer Entfernung von mehr als 250 AE. Das System gehört wohl zum jungen Argus-Bewegungsgruppe, die ein Alter von lediglich etwa 45 Mio. Jahren hat.

## Planet
Es war bereits bekannt, dass Planetenbahnen sich nicht zwingend in der Ebene des Wirtssterns befinden müssen, sondern theoretisch auch senkrecht dazu stabil sein würde. Im Jahr 2025 wurde erstmals ein praktisches Beispiel eines solchen Planeten entdeckt. Der entdeckte Planet 2M1501 (AB) b umkreist hierbei jedoch nicht ein Zentralobjekt, sondern zirkumbinär gleich zwei Komponenten. Weiteres konnte bisher über den Planeten noch nicht in Erfahrung gebracht werden, aber die Autoren schlagen vor weitere Informationen über dessen Eigenschaften anhand von Variationen bei der gegenseitigen Bedeckung der Komponenten A und B, oder anhand von astrometrischen Verfahren, zu gewinnen.